# Gozo and Comino

Lage in Malta

Gozo and Comino ist ein Distrikt der Republik Malta, der deckungsgleich mit der Reġjun Għawdex (Region Gozo) ist. Er umfasst die Inseln Gozo und Comino.
Der Distrikt hat eine Fläche von 68,72 km² und mit Stand vom 31. Dezember 2004 31.964 Einwohner. Damit ergibt sich eine Bevölkerungsdichte von 465 Einwohnern pro km².

## Gemeinden
(Einwohner am 31. Dezember 2004)
| - Fontana (893) - Għajnsielem (2.574) - Għarb (1.118) - Għasri (399) - Kerċem (1.662) - Munxar (870) - Nadur (4.417) | - Qala (1.698) - Victoria (Rabat) (6.841) - San Lawrenz (587) - Sannat (1.818) - Xagħra (4.010) - Xewkija (3.380) - Żebbuġ (Gozo) (1.697) |

## Nachhaltiger Tourismus
Im Jahr 2012 wurde Gozo und Comino die Auszeichnung, QualityCoast Gold, für besondere Anstrengungen in der nachhaltigen Entwicklung verliehen. Daher wurde Gozo und Comino in den weltweiten Atlas für nachhaltigen Tourismus DestiNet aufgenommen.